# Пуфер
Пуфер је раствор који се приликом додатка мале количине киселине или базе, или приликом разблажења, опире променама у концентрацији хидронијум и хидроксидних јона, па самим тим и одржава константну вредност pH. Притом треба нагласити да се pH неумитно мења, али у значајно мањој мери у поређењу са непуферизованим раствором (неколико десетина пута мање). Понекад се називају и тампон смеше. Пуфери се обично састоје из слабе киселине (базе) и њене соли односно слабе киселине/базе и њене конјуговане базе/киселине (у зависности од теорије по којој се објашњавају равнотеже у воденим растворима).

## Принцип деловања пуфера
Пуфер који се састоји из слабе киселине - HA, и конјуговане базе A- реагује на следеће начине:
- приликом додатка киселине (извора хидронијум јона у раствору):

- приликом додатка базе (извора хидроксилних јона у раствору):

У оба случаја јони који би мењали pH раствора бивају неутрализовани до воде. Утрошени јони из пуфера се брзо надокнађују јер је пуфер динамичан равнотежни систем који се може свести на једначину:
Применом Ле Шатељеовог принципа јасно је да се утрошком јона са десне стране концентрација помера удесно, и аналогно са друге стране.

## Пример ацетатног пуфера
На примеру ацетатног пуфера (етанска киселина, натријум ацетат) можемо објаснити принцип реаговања пуфера.
У воденом раствору слаба сирћетна киселина повратно дисосује на следећи начин:
Како се у овом систему успоставља равнотежа, на њега се може применити закон о дејству активних маса.
{\displaystyle \mathrm {K_{a}={\frac {[H^{+}][CH_{3}COO^{-}]}{[CH_{3}COOH]}}} }
Одатле је концентрација хидронијум јона у раствору једнака:
{\displaystyle \mathrm {[H^{+}]={K_{a}}{\frac {[CH_{3}COOH]}{[CH_{3}COO^{-}]}}} }
Међутим, у датом раствору дисосује и со споменуте киселине - натријум ацетат:
Ацетатни јони даље могу да подлежу хидролизи:

## Израчунавањепуфера
У претходном примеру дата је формула за концентрацију хидронијум јона потеклих дисосовањем киселине. Међутим, ова формула се може проширити на целокупан пуфер јер сви молекули киселине потичу претежно из киселине (јер тек веома мали број јона конјуговане базе хидролизује) а сви јони конјуговане базе из соли (која као јак електролит потпуно дисосује, док је степен дисоцијације слабе киселине мали, па и број добијених јона из киселине занемарљив у случају пуфера). Одатле се та формула може написати и као:
{\displaystyle \mathrm {[H^{+}]={K_{a}}{\frac {[kiselina]}{[konj.baza]}}} }
Или као Хендерсон-Хаселбахова једначина:
{\displaystyle pH=pK_{a}+log_{10}{\frac {c(konj.baze)}{c(kiseline)}}}
Такође, концентрација H3O+ јона се може изразити и преко апсолутног броја молова:
{\displaystyle \mathrm {[H^{+}]={K_{a}}{\frac {\frac {n(kis.)}{V(pufera)}}{\frac {n(konj.baze)}{V(pufera)}}}} }
{\displaystyle \mathrm {[H^{+}]={K_{a}}{\frac {n(kiseline)}{n(konj.baze)}}} }
У свим једначинама концентрација конјуговане базе је једнака концентрацији соли слабе киселине (базе).
Директна импликација горње једначине у којој фигуришу само бројеви молова је и да разблажење нема никакав утицај на pH раствора.
Притом треба нагласити да иако раствори нпр. соли слабих киселина реагују базно (услед хидролизе), пуфери слабих киселина ће по правилу бити киселог карактера, а пуфери слабих база - базног.

## Примена
Многе реакције захтевају сталан pH јер се променом истог могу променити и иначе уобичајени производи. Сталност киселости коју осигуравају пуфери веома је практична и применљива у многим, а нарочито биохемијским процесима. По правилу, идеални су пуфери код којих је pH једнака  и њихов капацитет је генерално најбољи.
Пуфери су веома присутни у организму јер је активност многих ензима директно условљена одговарајућом киселошћу. Тако се у крви одржава pH између 7,35 и 7,45 захваљујући између осталог и бикарбонатном пуферу, док је pH у нпр. лизозомима између 5,6 и 5,8.
Пуфери се користе и на индустријском нивоу, у процесима ферментација, у аналитичкој хемији, фармацеутској технологији итд.